# Poludupleks
Poludupleksni prijenos ili poludupleksni komunikacijski kanal je vrsta komunikacijskog sistema koji omogućava prijenos u oba smjera, ali ne u oba smjera u isto vrijeme (simultano) već samo u jednom smjeru u jedno vrijeme. To znači ako jedna stranka šalje podatke, onda da može primiti podatke tada trebaju prekinuti slanje da bi mogli primiti.